# Махи (река)
Ма́хи (англ. Mahi; хинди मही; гудж. મહી) — река на западе Индии, течёт по территории штатов Мадхья-Прадеш, Раджастхан и Гуджарат.
Стекает с северных склонов гор Виндхья в штате Мадхья-Прадеш. В основном течёт по равнинной местности. Впадает в Камбейский залив Аравийского моря в штате Гуджарат, образуя эстуарий, на северном побережье которого находится город Камбат.
Длина — более 550 км, оценивается в 583 километра, площадь бассейна 34 842 квадратных километра.
На реке построены три плотины: Бансвара, Ванакбори, Кадана.
Половодье приходится на период летних муссонных дождей. В межень некоторые участки русла пересыхают.
Воды реки используются для орошения.